# Satan (South Park)
Satan is een personage uit de animatieserie South Park, gebaseerd op de gelijknamige kwaadaardige duivelse persoonlijkheid. De stem van Satan wordt ingesproken door Trey Parker.
Satan heerst over de hel en is, in tegenstelling tot de persoon waarop hij gebaseerd is, een vriendelijk, emotioneel wezen. Hij is homoseksueel, zo heeft hij een relatie gehad met Saddam Hoessein (gebaseerd op de gelijknamige dictator), maar later krijgt hij nog relaties met twee andere mannen, genaamd Chris en Kevin.